# Route 34 (Ontario)
Pour les articles homonymes, voir Route 34.
La route 34 est une route provinciale de l'Ontario reliant la ville d'Hawkesbury à l'autoroute 417 passant par Vankleek Hill. Elle est longue d'environ 17 kilomètres.

## Description du tracé
La route provinciale 34 commence sur l'autoroute 417 (sortie 27) en direction d'Ottawa (vers l'ouest) ou de Montréal (vers l'est). Jadis, la route provinciale 34 se dirigeait vers Lancaster (vers l'A-401), mais elle est devenue la route 34 du comté de Stormont, Dundas et Glengarry. La route 34 se dirige ensuite vers le nord-nord-est pendant 14 kilomètres en traversant la région rurale de la vallée d'Ottawa en plus de traverser la petite communauté de Vankleek Hill. 
Après avoir effectué une légère courbe vers le nord, elle croise la route de comté 17 (ancienne  Route 17) sur un échangeur avec celle-ci. Finalement, elle contourne la ville d'Hawkesbury, principale ville de la région, par le nord-ouest, étant nommée rue McGill, boulevard du Chenail et rue John. C'est sur le pont du Long-Sault, reliant l'Ontario au Québec (Hawkesbury à Grenville), que la route 34 prend fin près de la route 344 au Québec en direction de Lachute et de Gatineau (via l'Autoroute 50 ou la route 148) ou encore vers Saint-André-d'Argenteuil si on suit la route 344 vers l'est.